# Бунтурки
Бунтурки (Бунтюрки) — в древнегрузинских источниках именуются одними из древнейших жителей Закавказья.
Существует несколько толкований:
- Е. С. Такайшвили, ссылаясь на словари С. С. Орбелиани и Д. Чубинова, считал данный термин заимствованием из армянского: бун — «рукоятка копья», отсюда бун-турки — «турки-копьеносцы»[1];
- Гиви Цулая полагал что термин «бунтурки» использовался как уничижительный для характеристики населения Картли доэллинистического периода, а также для кипчаков[2].
- М. И. Броссе переводил это слово как turk-primitif[3];
- Н. Я. Марр объясняет, что слово бун, заимствованное в грузинском (так же как в армянском) из персидского, значит «коренной», отсюда бун-турки — «коренные, подлинные турки»[4]. Поддерживают эту т.з. и др. авторы[5].

Впервые о бунтурках упоминает самая древняя на сегодня грузинская хроника «Мокцевай Картлисай (груз. მოქცევაჲ ქართლისაჲ)» (написана в X в.), повествуя о событиях IV—III вв. до н.э на территории Грузии и прилегающих областях Южного Кавказа: «Когда царь Александр обратил в бегство потомков Лота и оттеснил их в полуночную страну, тогда [он] впервые увидел свирепые племена бунтюрков, живших по течению Куры в четырех городах с их предместьями. [Это были]: город Саркине, [город] Каспи, [город] Урбниси и [город] Одзрахе, и крепости их: большая крепость Саркине, правительские крепости Каспи, Урбниси, Одзрахе.
Удивился Александр и разузнал, что были они потомками иевусеев. Ели все живое и не было у них могил – мертвых пожирали. Будучи [тогда] не в силах бороться с ними, царь удалился.» Аналогичная информация встречается и в летописи «Картлис цховреба» Леонти Мровели (XI в.).

## Примечание
1. ↑  Такайшвили E. С. Источники грузинских летописей, с. 1-2
2. ↑  Мровели Леонти. Жизнь картлийских царей. М., 1979. (предисловие и примечания Г. В. Цулая)
3. ↑  Brosset M. Histoire de la Georgie, I partiе, SPb., 1849, p. р. 30 — 33
4. ↑  Марр Н. Я. Ипполит. Толкование Песни Песней. СПб., 1901; с. I—XII
5. ↑  
  - Абуладзе И. В. Словарь древнегрузинского языка. Тбилиси, 1973, с. 37.
  - Андроникашвили M. К. Очерки по иранско-грузинским языковым взаимоотношениям, т. I. Тбилиси, 1966, с. 187, 198 (на груз. яз.);
  - Меликишвили Г. А. К истории древней Грузии. — Тб., 1959, с 125;
  - Меликишвили Г. А. Бунтюрки. // Грузинская советская энциклопедия, т. 2. с. 572;
  - Джанашиа Н. С. К источникам «Жизни грузинских царей». // В кн.: Историко-источниковедческие очерки, — Тб., 1986, с. 96, прим. 10, на груз. яз..
6. ↑  Мокцевай Картлисай (Обращение Грузии. // Перевод с древнегрузинского Е. С. Такайшвили Архивировано 21 ноября 2008 года.)
7. ↑  Леонти Мровели. Жизнь Картлийских царей. Архивная копия от 2 февраля 2011 на Wayback Machine